# Condado de Lugar Nuevo
El condado de Lugar Nuevo es un título nobiliario español creado el 24 de junio de 1898 por el rey Alfonso XIII a favor de Julio Laffitte y Castro, destacada personalidad de Sevilla.

## Condes de Lugar Nuevo
|                           | Titular                                      | Periodo                   |
| Creación por Alfonso XIII | Creación por Alfonso XIII                    | Creación por Alfonso XIII |
| ------------------------- | -------------------------------------------- | ------------------------- |
| I                         | Julio Laffitte y Castro                      | 1895-1920                 |
| II                        | Rafael Laffitte y García de Velasco          | 1920-1954                 |
| III                       | Julio Laffitte y Pérez del Pulgar            | 1954-1987                 |
| IV                        | Almudena de Salamanca y de Suelves           | 1989-2006                 |
| V                         | María de los Reyes Castellano y de Salamanca | 2006-actual titular       |

## Historia de los condes de Lugar Nuevo
- Julio Laffitte y Castro (El Puerto de Santa María, 1846-Sevilla, 15 de mayo de 1922), I conde de Lugar Nuevo,[1] caballero de la Orden de Malta en 1858, abogado, empresario, ganadero taurino y diputado a Cortes por Sevilla por el partido liberal.[2] Era el hijo menor de Rafael Laffitte y Laffitte y de su esposa Carmen Castro-Méndez, natural de Santiago de Cuba.[3]

Casó en primeras nupcias en 1870, en Sevilla, con María del Carmen García de Velasco y Rice. Después de enviudar en 1876, contrajo un segundo matrimonio en 1883 con Filomena RomeroGarcía, padres de Eduardo, Filomena y José Laffitte y Romero. Casó en terceras nupcias con Manuela Perea y Tomás, sin descendencia. Le sucedió, en 7 de febrero de 1920, por cesión, su hijo del primer matrimonio:
- Rafael Laffitte y García de Velasco (Sevilla, 1871-¿? ), II conde de Lugar Nuevo.[1]

Casó en 1898, en Granada, con Francisca de Paula Pérez del Pulgar y Ramírez de Arellano. En 29 de octubre de 1954, por cesión, le sucedió su hijo:
- Julio Laffitte y Pérez del Pulgar (Sevilla, 5 de marzo de 1897-Puerto de Santa María, 17 de febrero de 1987),[4] III conde de Lugar Nuevo[1] y dibujante y diseñador de moda.[4]

Contrajo matrimonio en 1953, en París, con Helen Adams, viuda de Richard Sheridan. Sin descendientes. Le sucedió, en 7 de julio de 1989, su sobrina, hija de su hermano, José de Salamanca y Laffitte y de su esposa María del Carmen Suelves y Piñeyro.
- Almudena de Salamanca y de Suelves (Madrid, 1955), IV condesa de Lugar Nuevo,[5][1] VI marquesa de Bonanaro, marquesa de Torre-Manzanal, condesa de Campo Alange, grande de España.[6]

Casó con Francisco Javier Castellano y Barón, conde de Valhermoso, y de Nieva. En 25 de abril de 2006, por distribución, le sucedió su hija:
- María de los Reyes Castellano y de Salamanca (n. en 1955), VI condesa de Lugar Nuevo.[1][7]